# ニンジニアネットワーク 和田ラヂヲの、聴くラヂヲ
ニンジニアネットワーク 和田ラヂヲの、聴くラヂヲ（にんじにあねっとわーく わだらぢをの、きくらぢを）は、エフエム愛媛とエフエム香川、岡山エフエム放送で2013年4月6日から2017年11月25日まで毎週土曜日の21:00 - 21:30に放送されていたバラエティー番組である。
2017年11月25日放送の第243回で最終回となり、翌週（12月2日）からは『ニンジニアネットワーク 和田ラヂヲの、聴くラヂヲ2』という新番組が開始した。

## 概要
愛媛県在住の漫画家・和田ラヂヲが初めてパーソナリティーを務めたラジオ番組である。リスナーから寄せられた投稿や、和田が出題するお題に対するリスナーの回答が披露された。番組スポンサーはニンジニアネットワーク株式会社。
後述のインターネットによる配信も行われたため、リスナーは日本各地に存在していた。外国（イタリア、イギリス・スコットランド、カナダなど）に在住するリスナーからも投稿がなされた。
ポッドキャストのダウンロード機能があるソフト「iTunes」のダウンロードランキング（コメディーの部門）で上位に入り、2015年1月には2位となった。2016年5月には、同ソフトのポッドキャストの総合ランキングで13位となった。

## 出演者と内容

### 出演者
- 和田ラヂヲ（パーソナリティー）[1][8]
- 九官鳥 - 番組スタッフの男性[9]。ディレクターを兼任[10][注釈 3]。漫画家ではない[注釈 4]。第1回から出演し[12]、第239回（2017年10月28日放送回）で卒業[13]。
- スナノさん（ファービー） - 2014年8月頃から2015年3月頃までマスコットとして出演していた。のちにリスナーへのプレゼントとして当選者に引き渡され、卒業となった[注釈 5]。

### コーナー
各週ごとに下記のコーナーの中から4-5個のコーナーへの投稿が募集され、採用された投稿は和田のトークと併せて放送されていた。コーナーの並び順は概ね固定されていた。第5週があるときや、直近に公開生放送・録音がある場合には、コーナーを全て休みにして、「普通のお便り」特集やロケーション企画を行うことがあった。
コーナーに対するお便りを紹介する場合、和田から必ず「○○さん（投稿者）の✕✕（コーナー名）」とアナウンスし、そのご各コーナーにそった効果音を流してから作品を読み上げる。
ほぼ毎週放送されたもの
- 普通のお便り（オープニング）
- 一言で笑わせろ（1番目のコーナー）
- 音楽（選曲は和田。投稿対象ではない）
- 軽い相談（3番目のコーナー。悩み相談だけでなく、素朴な疑問・質問も多数寄せられる）
- 今週の音（最後のコーナー）

週替わりで放送されたもの（2番目のコーナーとなることが多い）
- あの人のデビュー曲
- 新しい名前
- ご当地カルトクイズ
- どうでもいいねボタン
- 今週の置き手紙
- 私の暇つぶし
- ルールを守ろう
- 身に余る言葉
- 私のプレゼン
- 本当の歴史
- 今週のポエム
- 最高の後悔
- 私が○○を嫌いな理由
- 14歳の私へ
- 新しい算数
- 余計な一言
- 俺のプロポーズ
- 新しい例え
- 未来ニュース
- 新しいお土産物
- 俺の遺言
- 今週のサイン
- 私の感動
- きょうは何の日?
- ほめて使わす
- 前世選手権
- かけないリクエストコーナー
- 迷惑メールを考える
- 人生を変えた言葉
- 自由律俳句
- お墓まで持っていくお話
- 私の健康法
- 私の趣味
- 意味深な言葉
- 来世選手権
- 究極の二択
- 新しい言い訳
- 5分間だけ奮い立たせてくれる言葉
- 耳で楽しむ4コマ漫画
- 暮らしのヒント
- 目の覚める一言
- 星に願いを

（放送頻度が少ないもの）
- 今週の事後報告
- 今週の判決文
- ありそうな映画紹介
- 昨日の私 明日の私
- これはウソなんですけど

（期間限定）
- 怖い話（夏季）

その他
- ニンジニアネットワークのCMを作ろう（2014年9月27日放送分をもって、募集を終了[14]）

### 月間ラジオ賞
放送された投稿や回答の中から各週に1点ずつ、優秀な作品を「月間ラヂヲ賞」エントリー作品として選出した。毎月の最終週には、その月のエントリー作品の中から「月間ラヂヲ賞」を1点選出した。受賞者には和田のサイン入り色紙と番組ノベルティーが贈呈された。各エントリー作品と「月間ラヂヲ賞」受賞作品は、それぞれの放送回の最後に発表された。

### 週間ラシンク賞
放送された投稿や回答の中から各週に1点ずつ、和田がイラストに描きたい作品を「週間ラシンク賞」として選出した。描画の様子は、ラシンクのホームページとYouTubeに動画として掲載された。

### エアファンクラブ
ポッドキャスティングまたはインターネットラジオによる配信の場合は、番組の末尾に「和田ラヂヲの、聴くラヂヲ エアファンクラブ」への新規登録者名が発表された。リスナーは同エアファンクラブにおける任意の会員番号を事前に申請することができ、申請した番号が既存の番号と重複しなければ、その番号を会員番号として「エアファンクラブ会員」に登録された。ただし和田のTwitterのフォロワー人数よりも大きい番号（過去数例）や、負の数の番号（過去1例）、小数点のある番号については登録できない場合があった。

## インターネットによる配信
番組はポッドキャスティングとインターネットラジオでも配信され、本放送の翌日から聴取ができた。2017年4月からは、radikoによる本放送の聴取が可能になった。
番組ホームページでは、インターネットラジオの「オンデマンド方式」で聴くことができた。番組ホームページでは「番組の完全版は、Podcastや各種アプリによる聴取を推奨する」旨の案内がなされており、愛媛県・香川県・岡山県・周辺県を含むサービスエリア以外の地域においては、「ドコデモFM」または「LISMO WAVE」というアプリを使うことによってリアルタイムでの聴取が可能であるとの案内がなされていた。
ポッドキャストおよびインターネットラジオによる配信は、2018年3月末に停止された。

## 過去の公開録音・イベント

### 公開録音
2013年10月14日、番組初の公開録音が行われた。会場は、松山市の「Bar SOHO」。イベント「シュガービレッジ」の一環。ゲストに江口寿史を招き、和田とのトークショー（トーク＋番組コーナー）の形式で行われた。この日の収録内容は後日、2回にわたり放送された。
2014年5月31日、2回目の公開録音「和田ラヂヲの、大阪で聴くラヂヲ」が、本放送エリア外の大阪市のトークライブハウス「Loft PlusOne West」にて開催された。収録内容は翌週の6月7日に放送された。
2014年8月2日、3回目の公開録音「和田ラヂヲの、FM愛媛オープンスタジオで聴くラヂヲ」が開催された。天久聖一をゲストに迎えた。収録内容は翌週の8月9日に放送された。
公開録音の4回目「和田ラヂヲの、東京で聴くラヂヲ」は、本放送エリア外の東京都杉並区のトークライブハウス「阿佐ヶ谷ロフトA」にて開催された。ゲストはギャグ漫画家のおおひなたごう。収録内容は2015年新春スペシャル「和田ラヂヲの、新春に聴くラヂヲ」として放送された。
2015年8月1日、公開録音の5回目「和田ラヂヲの、地味に聴くラヂヲ」がFM愛媛のスタジオで行われた。収録内容は8月8日に放送された。
2016年3月5日、第6回公開録音「ニンジニアネットワーク 和田ラヂヲの、RA.SHIN.K TOKYOで聴くラヂヲ」が、東京都渋谷区のラシンクジーンズ専門店「ラシンク東京」で開催されることが同1月2日放送分の番組で発表された。ただし今回は店舗に特設スタジオを設ける都合上、定員50人に制限してチケットを抽選予約販売という体裁で行われる。
2016年8月6日、第7回公開録音「ニンジニアネットワーク　和田ラヂヲの、コスモシアターで聴くラヂヲ」が、松山市総合コミュニティセンターのプラネタリウム「コスモシアター」にて行われた。ゲストはデイリーポータルZの林雄司。
2017年2月25日、第8回公開録音「ニンジニアネットワーク 和田ラヂヲの、福岡で聴くラヂヲ」が福岡市のLIV LABOで行われた。ゲストはおほしんたろう。

### その他イベント
- 2014年10月18日、瀬戸内海を舞台にしたイベント「しまのわ2014」の一環で、「島で4コマ!島で大喜利!inせきぜん～和田ラヂヲ先生とゆく笑いのしまなみクルーズ～」が開催され、番組もサポートを行った。これは松山市の北条港と今治市の関前諸島をクルージングで往復し、和田が4コマ漫画と大喜利のネタ作りを参加者にレクチャーするというものだった[28]。

- 2015年1月1日、午前1時-6時までの5時間生放送による元日スペシャル「和田ラヂヲの、元旦に朝まで生ラヂヲ」が放送された。この模様はニコニコ生放送によるストリーミング配信で全世界に同時放送された[注釈 18]。ゲストにはかせきさいだぁが招かれた。2016年・2017年も同様の内容・ゲストにより1月1日に新春特番を放送。2017年の回では3時台・4時台のゲストとして、かせきさいだぁ≡とともにロックバンド「スナッチハンター」のガッツ・ムネマソとFM愛媛パーソナリティのヒカルが出演した。

- 2015年8月5日、愛媛県歴史文化博物館にて、『カモ☆れでぃ★Night!』とのコラボレーション企画「かも☆ラヂ★Night!」と題した特別番組の公開収録（8月16日放送）を実施。『カモれでぃ』のDJを務める関千里とのトークショーで、同博物館のある西予市の学校教職員の悩み相談にこたえるという内容であった[注釈 19]。

- 2015年8月29日、九官鳥が番組ディレクターとアシスタントを兼務している『マシンガンエチケット』、『LINK』とのコラボレーションを実施。同番組MCのガッツ・ムネマソと、FM愛媛パーソナリティーのヒカルが当番組に参加し、ビアガーデンでトークや普通のお便りを読みながら展開した。

- 2015年10月31日、和田がMCとして出演しているテレビ愛媛『つながるワイド ほ〜なん。』とのコラボレーションとして、同番組の生放送の舞台裏を取材したものを「聴くラヂヲ」が放送した。この逆パターンで同12月5日放送にはテレビ愛媛アナウンサーの櫻本茉朋が「聴くラヂヲ」の「軽い相談」のコーナーにゲスト出演。この模様を『ほ～なん。』側が取材し、12月11日の同番組で放送した。

- 2017年8月5日・8月12日は通常のFM愛媛スタジオでの生放送ではなく、この番組をネットしている、FM岡山（8月5日放送・7月27日収録）、FM香川（8月12日放送予定・7月28日収録）のスタジオに赴いて収録した模様を放送。

### トラブル
2014年12月27日放送は、寄せられた投書の数が多かったため、収録が3時間半を超えた。使用されていた機材が長時間収録に対応しきれなかったため、「軽い相談」の後半と、「今週の音」、「月間ラヂヲ賞」の同週のノミネート作品発表と同月の受賞作品発表、「エアーファンクラブ」新規登録者紹介の部分が収録できなかった。そのため、「軽い相談」を除いた当該の箇所については改めて九官鳥単独で録音をし直すとともに、お詫びのコメントを放送した。

## 評価
FM香川の放送番組審議会（平成26年の第8回）は、当番組の同年11月中の2回の放送が議題となった。同審議会では多くの委員から好感度の高い言葉が寄せられた。その要因として同審議会報告は、和田のトークセンスに加え、制作サイドのこだわりや投稿の面白さを挙げている。同審議会報告は、当番組はラジオのトーク番組の中でもスポンサーとコンセプトが合致し、和田のトークとレベルの高い投稿者の内容がしっかり合わさっている理想的な番組と言えるとしており、この番組形態をモデルとして今後は東京や地域に縛られずローカル同士でもネットしあうという新しい可能性を感じたと述べている。
FM岡山の番組審議会（平成28年の第173回）では更に、和田と九官鳥のチームワークの良さを評価する意見や、当番組は「聴くのに慣れてくるとやみつきになる“優れた番組”」であるとの意見が述べられた。

### 受賞
- 2014年 - 「平成26年度日本民間放送連盟賞・中国・四国地区審査会　ラジオ番組部門・エンターテインメント番組優秀賞」

## 掲載誌
- 「特集　なにしろラジオ好きなもので 2」 『BRUTUS』No.773（2014年3月15日号）、マガジンハウス、2014年3月。
- 「Radio scoop」 『月刊愛媛こまち』2016年4月号、アイクコーポレーション、2016年3月、167頁。